# Henrik Sten
Henrik Petersson Sten, född 1730, död 29 april 1797 på Lindsta, Järlåsa socken, Uppland, var en svensk keramiker. 
Han var gift med Maria Elisabeth Ruth och broder till fajansmålaren Lars Petersson Sten. Han började som drejargosse vid Rörstrandsfabriken på 1740-talet och blev drejargesäll 1753 och senare verkmästare under Jacob Örns tillsyn. Han övertalades 1768 att flytta över till konkurrenten Mariebergs porslinsfabrik där han blev verkmästare 1769 och slutligen direktör 1779 en befattning han kvarstod i fram till 1782 då de båda porslinsfabrikerna fick samma ägare. Produktionen kom därmed att underordnas Rörstrands och han och flera av Mariebergs konstnärer flyttade över till Vänge-Gustafsbergs porslinsfabrik i Kvarberg där han blev direktör. Han kvarstod i denna befattning även sedan fabriken 1795 flyttade produktionen till Bredsjö gård i Uppland. Sten intresserade sig särskilt för keramikproduktionens tekniska sida och experimenterade med olika tillverkningsmetoder och glasyrer, För Marieberg kom hans insats att få stor betydelse när det gällde flintporslinet som under hans tid dominerade produktionen. Han ansökte 1771 hos ständerna om att få en interventionspremie för sin uppfinning att framställa engelskt sten- eller flintporslin. Efter att han ansökan prövats och ett försök från Rörstrands att bestrida uppfinnarrätten tilldelades han 1772 en premie på 6000 daler silvermynt. I motsats till sina föregångare vid Marieberg har han endast i undantagsfall signerat sina arbeten och i de fall en signatur förekommer rör det sig alltid på föremål av fin fajans. Vid Vänge-Gustafsbergs porslinsfabrik tog han vid sidan av den dominerade tillverkningen av enklare hushållskärl upp tillverkning av finare gods med en konstnärlig utformning. Hans efterlämnade tillverkningsrecept förvaras vid Nationalmuseum där han även är representerad med en Terrin.